# Банк международных расчётов
Банк международных расчётов (БМР) (англ. Bank for International Settlements (BIS)) — международная финансовая организация, в функции которой входит содействие сотрудничеству между центральными банками и облегчение международных финансовых расчётов; кроме того, это центр экономических и денежно-кредитных исследований.
Центральные банки ведущих торговых государств являются его учредителями, каждый назначает своего представителя в совет директоров; правление собирается не реже десяти раз в год. Штаб-квартира БМР расположена в Базеле.
Целью банка является:

…содействие развитию сотрудничества между центральными банками, создание новых возможностей для международных финансовых операций и деятельность в качестве доверенного лица или агента при проведении международных платежных операций, переданных ему на основании договоров со сторонами-участниками.
— Статья 3 Устава БМР
Часть функции БМР в значительной степени взял на себя Международный валютный фонд. Сегодня основой его деятельности остаётся кооперация среди центральных банков. Кроме того, БМР оказывает широкий спектр финансовых услуг центральным банкам стран-членов (предоставляет кредиты, принимает депозиты, выступает в качестве посредника или гаранта).
При Банке международных расчётов в 1974 году был создан Базельский Комитет по банковскому надзору, который разрабатывает директивы и рекомендации, направленные на совершенствование банковского регулирования и ведёт работу по унификации требований к финансовому регулированию в разных странах. Также под эгидой БМР действуют Комиссия по платежным системам, Комитет по глобальной финансовой стабильности, Группа по борьбе с подделкой денежных знаков и ряд других структур.
Банк международных расчётов обладает собственным золотым запасом в 116 т (по состоянию на 31 марта 2012 года). Кроме того, на хранении у БМР находится золото стоимостью 29,56 млрд долларов США (ок. 575 т).

## История
Банк международных расчётов был создан в 1930 году на основе Гаагского соглашения центральных банков 6 государств (Бельгии, Великобритании, Германии, Италии, Франции и Японии) и конвенции этих стран со Швейцарией, где расположен банк международных расчетов (Базель), в связи с планом Юнга о репарациях, выплачиваемых Германией странам-победителям после Первой мировой войны.
Официально США не участвовали в создании Банка международных расчётов, так как не могли получать репарационные платежи с Германии. Поэтому на акции Банка международных расчётов подписались частные американские банки во главе с банкирским домом J.P. Morgan.
В годы Второй мировой войны (1939—1945) в банке продолжалось сотрудничество между директорами от стран антигитлеровской коалиции (Франции, Великобритании и США) и от фашистских стран (Германии, Италии). Заинтересованная в приобретении товаров через нейтральные страны, Германия не имела для этого достаточного количества валюты. Поэтому БМР обменивал золото нацистов на свободно конвертируемую валюту, на которую проводили сделки в Швеции и других нейтральных странах. Золото гитлеровцы получали из концлагерей в Майданеке, Освенциме и др. (золотые коронки, ювелирные украшения, переплавленные в слитки по 20 кг каждый), также использовались золотовалютные запасы захваченных ими стран Европы.
В связи с этими вскрывшимися фактами Бреттон-Вудская конференция (1944) приняла решение о ликвидации БМР, но банк уцелел и даже стал расширять свои операции, так как финансовое лобби (Олдрич, Дюпоны, Морганы, Чемберлен, и другие акционеры И. Г. Фарбен) было заинтересовано в дальнейшем извлечении личной прибыли. После войны через банк прокачивали платежи по «плану Маршалла», он осуществлял многосторонние клиринги для Европейского платёжного союза, а после роспуска последнего — в рамках Европейского валютного соглашения. БМР является финансовым агентом Европейского объединения угля и стали, Международного Красного Креста, Всемирного почтового союза и др. БМР выступает в качестве европейского вспомогательного органа Международного валютного фонда и Международного банка реконструкции и развития.